# Cultura Salado

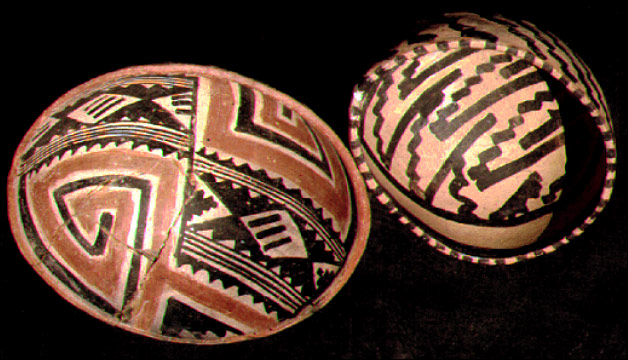
Terrissa policroma Salado, Monument Nacional Tonto

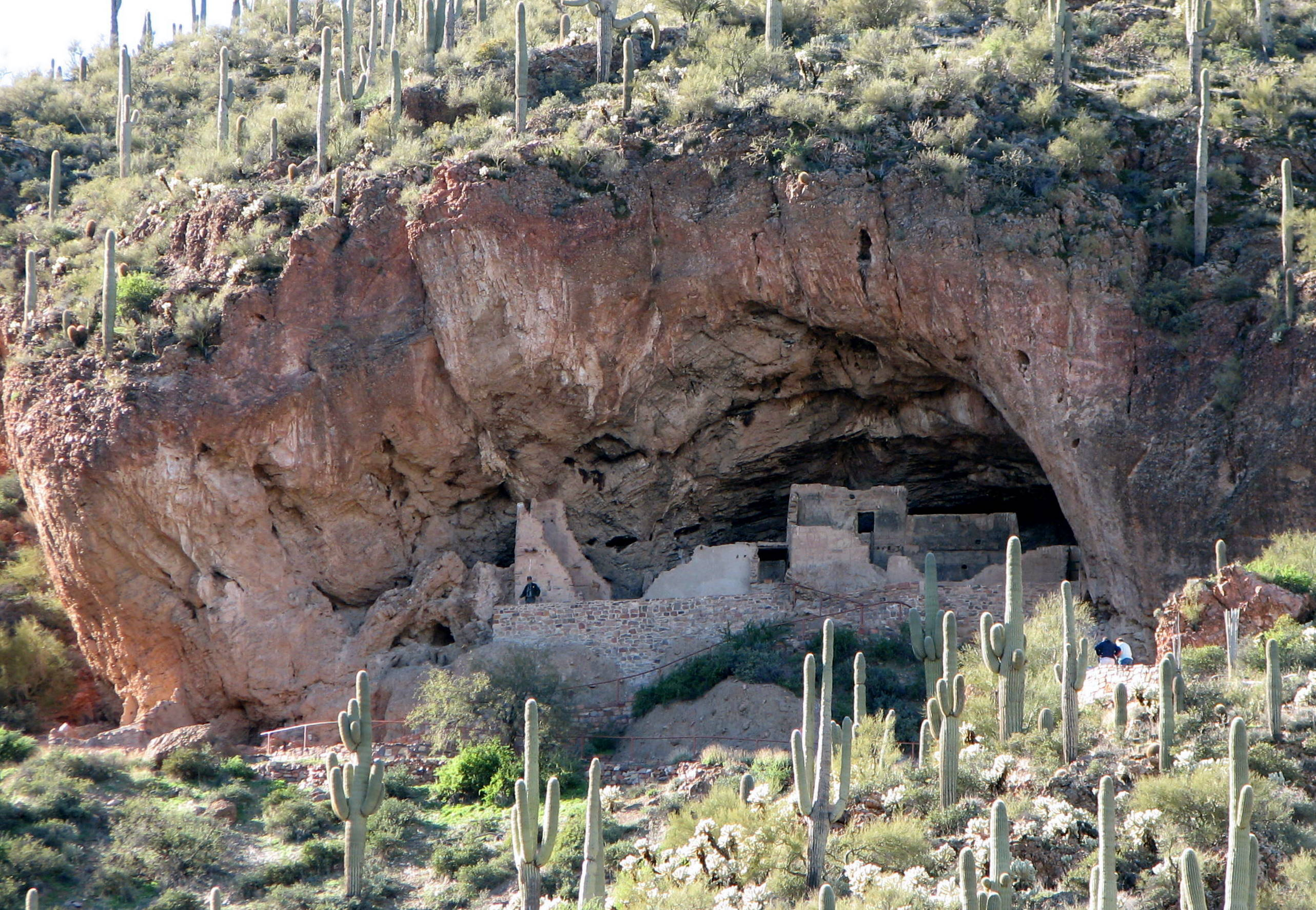
Lower Cliff Dwelling, Monument Nacional Tonto

La cultura Salado, o horitzó Salado, era una cultura humana que habitava en la Conca Tonto al sud-est d'Arizona a partir d'aproximadament 1150 fins a la fi del segle xv.
Les característiques distintives del Salado són una terrissa policromada distinctiva, comunitats en recintes emmurallats de tova i l'enterrament dels morts (en lloc de la cremació). Els Salado eren agricultors que usaven simples tècniques de reg per a camps d'aigua de blat de moro, gra, carabassa, amarant i cotó. També caçaven animals local i recollien bolets, fulles i arrels per complementar la seva dieta. Comerciaven amb altres cultures, com ho indiquen les troballes arqueològiques de petxines marines del Golf de Califòrnia i plomes d'ara de Mèxic.

## Habitatges en penya-segats
Mentre que les comunitats Salado de la vall del riu Salado han estat submergides pel llac Theodore Roosevelt, encara queden alguns habitatges localitzats en les cares d'uns penya-segats elevats. Foren construïts en el segle xiv pels Salado que es van traslladar als turons de les valls més concorreguts. Dos habitatges als penya-segats relativament intactes van ser deixats de banda en 1907 per Theodore Roosevelt com a Monument Nacional Tonto.
Els habitatges de penya-segat del Monument Nacional Tonto van ser construïts dins de fissures naturals en els pujols de limolita que envolten la Conca Tonto. Els Salado utilitzaren fang i pedres per a la construcció d'habitatges de diversos pisos, o pobles. El Lower Cliff Dwelling consistia en setze habitacions a la planta baixa i tres a un segon pis. Al costat de l'estructura primària hi havia un annex de dotze habitacions. L'Upper Cliff Dwelling consistia en trenta-dos habitacions a la planta baixa, vuit dels quals tenien un segon pis.

## Cultura material (artefactes)
Els arqueòlegs han trobat una varietat d'objectes que formen la nostra imatge de la vida i la cultura Salado. La terrisseria en policromia Salado era alhora útil i decorativa. Les sandàlies teixides de fibres de iuca i atzavara donen testimoni d'habilitats per a teixir i per a la cistelleria. Llurs eines d'os els van ajudar a prosperar en l'ambient del desert.

## Entorn natural
El riu Salt flueix a través de la Conca Tonto, que va proporcionar als Salado prou aigua per a desenvolupar l'agricultura i mantenir poblacions animals. Aproximadament en 1330 el canvi climàtic va fer la vall més àrid i les capes freàtiques van caure. La flora i fauna actuals a la conca i pels turons i muntanyes circumdants inclouen mezquite, nou d'Arizona, i sicòmor; saguaro, cholla, pera espinosa, atzavara els cactus jojoba i suculentes, roure, ginebre, pinyó i pi ponderosa, així com cérvols, conills, guatlles, i altres tipus de fauna silvestre.